# Передаппалачський нафтогазоносний басейн
Передаппалачський нафтогазоносний басейн — нафтогазоносний басейн, розташований у США та Канаді.
Площа 675 тис. км². Запаси нафти 500 млн т, газу — 1100 млрд м³.
700 нафтових і 1200 газових родовищ. Річний видобуток нафти 3 млн т, газу — 10 млрд м³.